# Wasach (Oberstdorf)

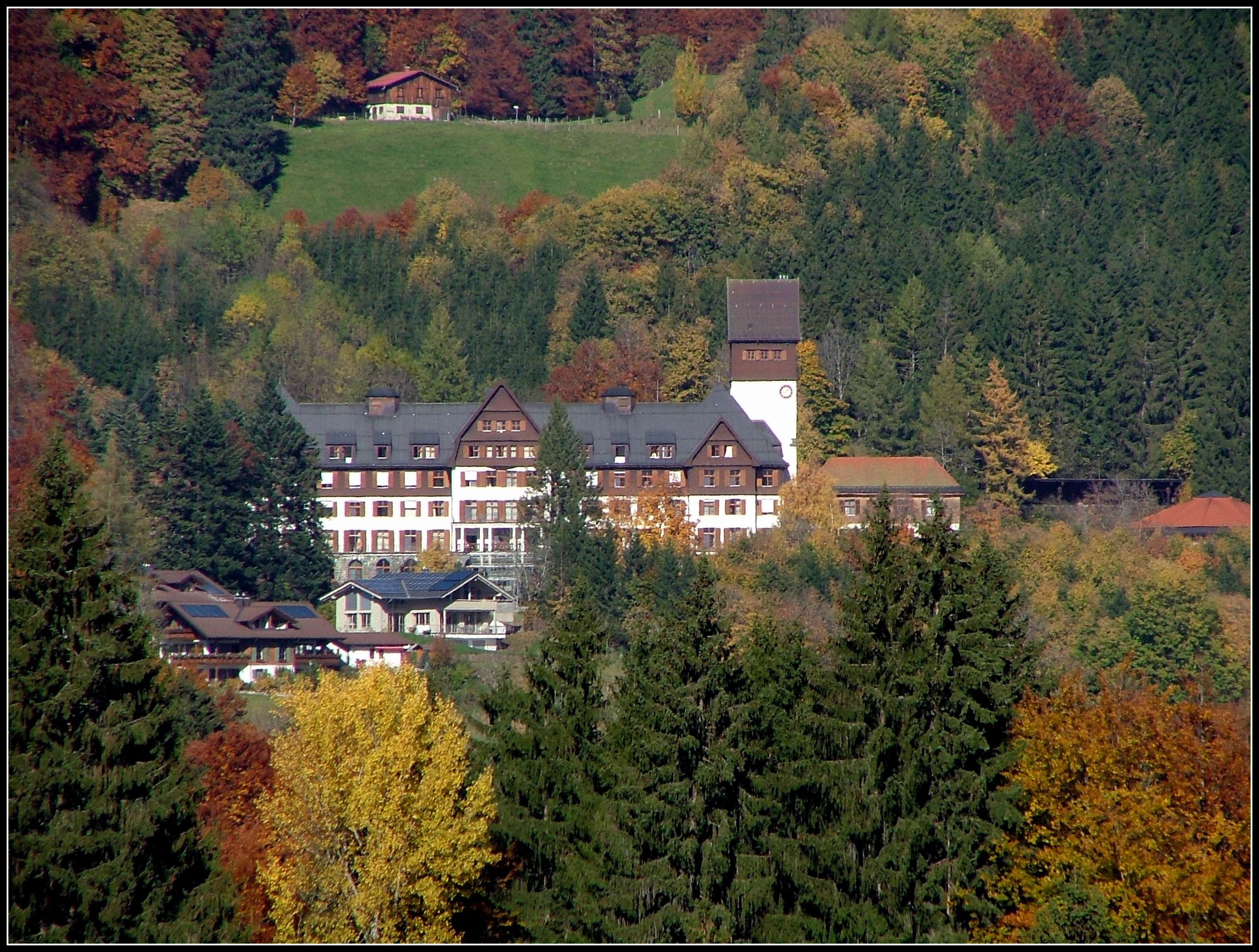
Wasach-Sanatorium

Wasach (mundartlich: Wâsach, Wasə) ist ein Gemeindeteil des Marktes Oberstdorf im bayerischen Landkreis Oberallgäu.
Das Zentrum des Dorfes liegt an der Rehaklinik für Orthopädie, die früher eine Lungenheilanstalt war. 

## Ortsname
Der Ortsname stammt vom mittelhochdeutschen Wort wase für grasbewachsene Erdfläche, Rasen und bedeutet somit (Siedlung bei den) grasbewachsenen Flächen.

## Geschichte
Wasach wurde erstmals urkundlich im Jahr 1655 als Flurname „am Wasach“ genannt. Die Ortschaft entstand im Jahr 1775 infolge der Vereinödung Tiefenbachs. Zwischen 1914 und 1917 wurde die Lungenheilstätte der Landesversicherungsanstalt Schwaben erbaut.

## Sehenswürdigkeiten
- Katholische Pfarrkirche St. Barbara
- Judenkirche, ein Naturdenkmal